# Элерингер, Джеймс
Джеймс Элерингер (James «Jim» R. Ehleringer) — американский эколог, специалист по экологии растений. Заслуженный профессор Университета Юты, член НАН США (2016).

## Биография
Окончил Университет штата Калифорния в Сан-Диего (бакалавр, 1972, магистр, 1973). Степень доктора философии по биологии получил в Стэнфордском университете в 1977 году. С того же года работает в Университете Юты: ассистент-профессор, с 1980 года ассоциированный профессор, с 1984 года полный профессор, с 2000 года заслуженный профессор кафедры биологии, в 1993—1996 годах заведовал ею. В 2009—2015 гг. директор-основатель университетского центра (Global Change and Sustainability Center).
Член редколлегии журнала «Oecologia» (c 1982), в 1989—2006 гг. его шеф-редактор.
Феллоу Американского геофизического союза (2008) и Экологического общества Америки (2016), член Американской ассоциации содействия развитию науки (1999).
Автор более 480 статей.
Женат, двое детей, внуки.
Награды и отличия
- Murray Buell Award Экологического общества Америки (1978)
- Премия Гумбольдта (1984)
- Distinguished Research Award Университета Юты (1988)
- Students Choice Award for Teaching Университета Юты (1998)
- Научно-технологическая медаль губернатора штата Юты (1999)
- Rosenblatt Prize Университета Юты (2016)[2]